# Volodymyr Soroka
Volodymyr Mykolayovich Soroka –en ucraniano, Володимир Миколайович Сорока– (Kiev, 25 de diciembre de 1982) es un deportista ucraniano que compitió en judo. Ganó dos medallas en el Campeonato Europeo de Judo, oro en 2009 y plata en 2012.

## Palmarés internacional
| Campeonato Europeo | Campeonato Europeo  | Campeonato Europeo | Campeonato Europeo |
| Año                | Lugar               | Medalla            | Categoría          |
| ------------------ | ------------------- | ------------------ | ------------------ |
| 2009               | Tiflis (Georgia)    | Medalla de oro     | –73 kg             |
| 2012               | Cheliábinsk (Rusia) | Medalla de plata   | –73 kg             |